# Ruptura de l'òxid de la porta depenent del temps

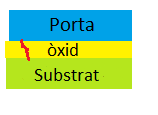
Imatge de ruptura elèctrica d'òxid de la porta d'un transistor MOS (línia vermella)

La ruptura de l'òxid de la porta depenent del temps (o ruptura dielèctrica depenent del temps, amb acrònim anglès TDDB) és una mena d'envelliment del transistor, un mecanisme de fallada en els MOSFET, quan l'òxid de la porta es trenca com a resultat de l'aplicació durant molt de temps d'un camp elèctric relativament baix (com oposat a l'avaria immediata, que és causada per un fort camp elèctric). La ruptura és causada per la formació d'un camí conductor a través de l'òxid de la porta fins al substrat a causa del corrent de túnel d'electrons, quan els MOSFET funcionen a prop o més enllà dels seus voltatges de funcionament especificats.

La funció de fallades "corba de la banyera" (blava, línia sòlida superior) és una combinació d'un risc decreixent de fallada primerenca (línia de punts vermella) i un risc creixent de fallada per desgast (línia de punts grocs), a més d'un risc constant de fallada aleatòria (verd, línia sòlida inferior).

La generació de defecte en el dielèctric és un procés estocàstic. Hi ha dos modes de descomposició, intrínsec i extrínsec. L'avaria intrínseca és causada per la generació de defectes induïda per l'estrès elèctric. La ruptura extrínseca és causada per defectes induïts pel procés de fabricació. Per als circuits integrats, el temps d'avaria depèn del gruix del dielèctric (òxid de porta) i també del tipus de material, que depèn del node del procés de fabricació. Els productes de generació més antiga amb un gruix d'òxid de porta > 4 nm es basen en SiO2 i els nodes de procés avançat amb òxid de porta < 4 nm es basen en materials dielèctrics d'alt k. Hi ha diferents models de descomposició i el gruix de l'òxid de la porta determina la validesa del model. El model E, el model 1/E i el model exponencial de la llei de potència són models comuns que representen el comportament de l'avaria.
Els tipus de fallada dels components del circuit integrat (IC) segueixen la corba clàssica de la banyera. Hi ha mortalitat infantil, que està disminuint la taxa de fracàs normalment a causa de defectes de fabricació. Una baixa taxa de fallada constant que és de naturalesa aleatòria. Els errors de desgast augmenten els errors a causa de l'envelliment dels mecanismes de degradació dels semiconductors. TDDB és un dels mecanismes intrínsecs de fallada de desgast. El rendiment dels components IC es pot avaluar per a mecanismes de desgast dels semiconductors, inclòs TDDB, per a qualsevol condició de funcionament determinada. Els models d'avaria esmentats anteriorment es podrien utilitzar per predir el temps de fallada del component a causa d'una ruptura dielèctrica dependent del temps (TDDB).